# Kriegers Flak
55°N 13°Ø / 55°N 13°Ø
Kriegers Flak er et lavvandet flak i Østersøen mellem Danmark, Sverige og Tyskland. 
Afstanden til de nærmaste landområder er:
- til Sverige - 30 km
- til Danmark, øen Møn - 34 km
- til Tyskland, øen Rügen - 40 km

Området omfatter eksklusive økonomiske zoner for Tyskland, Sverige og Danmark. Området er udset til havvindmøllepark af alle tre lande, og der planlægges derudover at etablere et offshore el-net til 2,9 mia. kr, således at landingskablerne til de enkelte kyster ikke alene kan bruges til at transportere egen el-produktion i land, men ligeledes til kraftoverførsel mellem landene. Projektet er støttet af EU med over en milliard kroner.
Den tyske vindmøllepark blev under navnet "Offshore-Windpark Baltic 2" taget i brug i 2015 og kan yde 288 MW, mens den danske forventes klar til at levere 600 MW i 2021 og den svenske er under projektering. Den danske kabelforbindelse ventes at koste 3,5  milliard kr. som vil øge nettariffen med 0,7 øre/kWh.
Strømmen fra den danske  Kriegers Flak havmøllepark kan leveres til 37,2 øre per kWh, hvilket er usædvanligt billigt. Den lave pris skal dog ses i lyset af, at kabelføringen (som også skal bruges til at handle strøm mellem de tre lande) betales af Energinet og således ikke er en del af selve vindmølleprojektet. Kriegers Flak Havmøllepark forventer at den første strøm fra leveres til elnettet i slutningen af januar eller i starten af februar 2021. Havvindmølleparken skal være fuldt tilsluttet senest 31. december 2021.

## Historie
Kriegers Flak er opkaldt efter søofficer Christian Krieger, som døde under et søslag i 1849. Krieger havde i 1840 kortlagt Østersøen.
Marinearkæologer mener, at Kriegers Flak på grund af de forholdsvis lave vanddybder kan være benyttet som ankerplads, hvor man i dårligt vejr ventede på at kunne gå op igennem Øresund. I det forholdsvis lavvandede område ligger der mange ankre og andre genstande.
Under arbejdet med at klargøre Kriegers Flak til den nye havmøllepark blev der i juni 2019 fundet på 28 meters dybde et 8,30 meter og et 1,2 tons tungt ror fra omkring 1750. Roret har øverst en karakteristisk fremadbøjet afslutning med tre runde ornamenter ovenover rorpinden. Foruden roret blev der bjærget et sidesværd og en mast.

## Eksterne links
- Animation af el-net Arkiveret 19. april 2014 hos  Wayback Machine